# Oberflächenwelle
Oberflächenwellen sind Grenzflächenwellen an der freien Oberfläche eines Körpers bzw. an dessen Phasengrenzschicht (beispielsweise Wasseroberfläche). Sie sind weder rein transversale noch rein longitudinale Wellen und können nach dem Aggregatzustand der Medien unterschieden werden, an deren Oberfläche sie sich ausbreiten:
- an fester Oberfläche: Seismische Wellen, akustische Oberflächenwellen
- an flüssiger Oberfläche: Schwerewellen, Kapillarwellen
- an gasförmiger Oberfläche: Schwerewellen.

## Oberflächenwellen in Flüssigkeiten

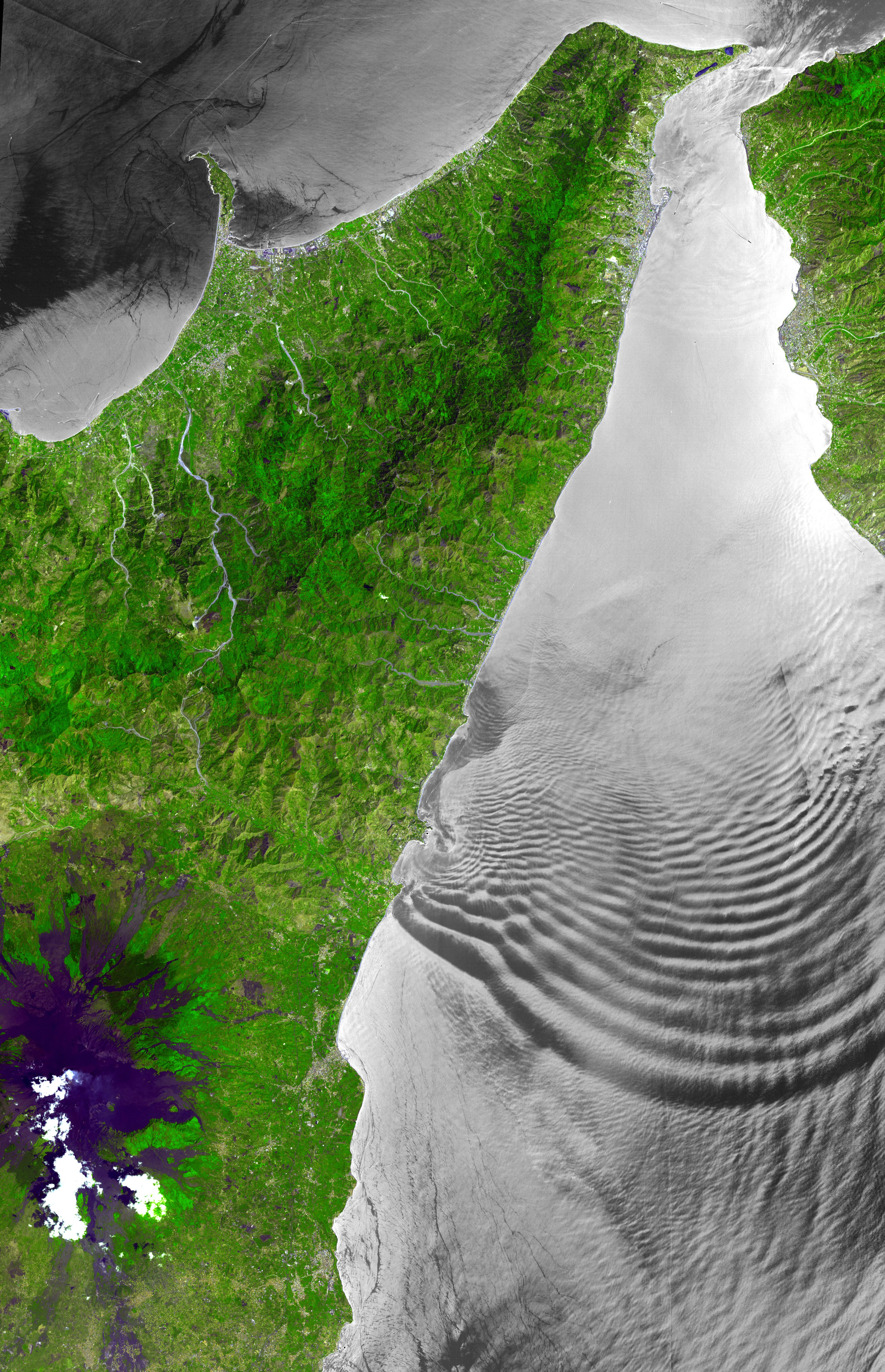
Schwerewellen südlich der Straße von Messina. Man erkennt die höhere Ausbreitungsgeschwindigkeit mit wachsender Wellenlänge

An der Oberfläche von Flüssigkeiten können Schwerkraft und Oberflächenspannung als rücktreibende Querkräfte wirken, welche die Rolle des Schubmoduls übernehmen. Daraus resultieren transversale Oberflächenwellen, deren Ausbreitung im Allgemeinen schwer beschrieben werden kann.
Die Flüssigkeitsteilchen an der Oberfläche werden nicht von der Welle transportiert, sondern bleiben ortsfest bis auf eine kleine Bewegung entlang einer kreisähnlichen Bahn mit einem Radius, der der halben Wellenhöhe entspricht. Jedes Volumenelement der Flüssigkeit durchläuft also an der Wasseroberfläche eine Kurve, die durch einen Kreis um ein feststehendes Zentrum auf der Mittelebene angenähert werden kann.
Die Wellengeschwindigkeit hängt ab von
- der Schwerebeschleunigung {\displaystyle g}
- der Oberflächenspannung {\displaystyle \sigma } in N/m
- der Dichte {\displaystyle \rho }
- dem Verhältnis Flüssigkeitshöhe {\displaystyle h} zu Wellenlänge {\displaystyle \lambda }:

{\displaystyle v_{ph}={\sqrt {\left({\frac {g\cdot \lambda }{2\pi }}+{\frac {2\pi \cdot \sigma }{\rho \cdot \lambda }}\right)\cdot \tanh \left(2\pi \cdot {\frac {h}{\lambda }}\right)}}}
mit der Funktion Tangens hyperbolicus.
Da die Geschwindigkeit von der Wellenlänge abhängt, zeigen diese Oberflächenwellen eine Dispersion.
Seitens der Protophysik wurde die Bezeichnung ‚transversal‘ als Gattungsbegriff im Zusammenhang mit Oberflächenwellen abgelehnt.

### Formen von Wasserwellen
| Form                                         | Periode                   | Ursache                                                                           |
| -------------------------------------------- | ------------------------- | --------------------------------------------------------------------------------- |
| Kapillarwellen                               | bis 1 s                   | Wind, Schall, Ultraschall; kleines Hindernis beim Strömen (Schießen oder Fließen) |
| gewöhnliche Schwerewellen                    | 1 bis ungefähr 12 s       | Wind; Strömungshindernis, Turbulenz                                               |
| Dünung, Infraschwerewellen                   | 0,5 bis 5 min             | gewöhnliche Schwerewellen, Wind                                                   |
| Seiches, Tsunami                             | 5 min bis mehrere Stunden | Erdbeben, Wind und Luftdruckänderungen                                            |
| Gezeitenwellen                               | 12 bzw. 24 Stunden        | Mond, Sonne (jeweils die Anziehungskraft)                                         |
| Transgezeitenwellen (langperiodische Wellen) | > 24 Stunden              | Mond, Sonne; Stürme                                                               |